# A Hamlet feldolgozásai
William Shakespeare művei nemcsak a mindenkori drámaírókat, hanem valamennyi művészeti ág alkotóját ihlették feldolgozások, adaptációk szerzésére. Művei közül az egyik legismertebb a Hamlet című tragédia, mely így feldolgozások tekintetében is roppant népszerű téma. Ahogy megjelentek az újabb és újabb tömegkommunikációs eszközök, stílusirányzatok és műfajok, mind újabb Hamlet-feldolgozások és -újraértelmezések láttak napvilágot.

## Hamlet-filmek

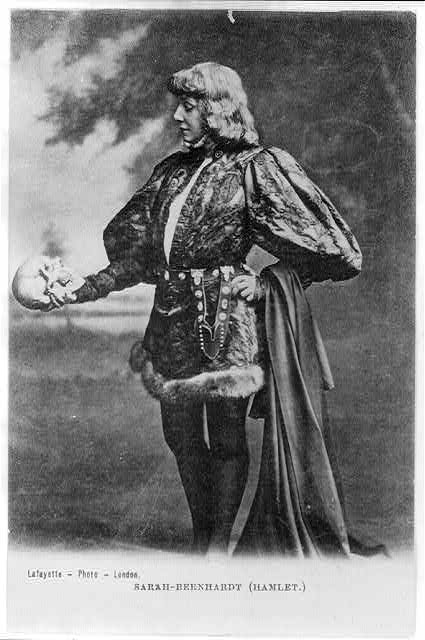

Nemcsak, hogy vannak filmes adaptációi a Hamletnek, hanem igen sikeres művek is keletkeztek a reneszánsz drámából. A XX. század elején több némafilm is megörökítette a darab egy-egy jelenetét, legelsőként az 1900-ban Sarah Bernhardt szereplésével készült filmrészletet tartják számon.
A film ötperces részlet az ötödik felvonás vívójelenetéből. Az alkotáshoz a zenét és a szöveget egy fonográfról játszották a képek alá. A némafilm sajátossága, hogy a beszédet erősen teátrális mozdulatok helyettesítik; a némafilm eszközeinek ezért leginkább az érzelmes vagy a mozgalmas jelenetek voltak megfelelők. A némafilm időszakában a Hamlet vívójelenetét számos alkalommal feldolgozták (1907, 1908, 1910, 1913, 1917 és 1920), 1920-ban Asta Nielsen játszotta Hamletet.
A filmművészet legsikeresebb Hamlet-adaptációja Laurence Olivier 1948-as azonos című filmje, melyet Olivier producerként, rendezőként és főszereplőként is jegyzett, hogy aztán egymaga vigye el a következő Oscar-gála legjobb férfi szereplőnek és a legjobb filmnek járó Oscar-díját. A film érdekességei közé tartozott, hogy a Gertrudot alakító színésznő, Eileen Herlie huszonnyolc éves volt, míg a fiát alakító Olivier negyvenegy. Olivier kölcsönözte hangját a Szellemnek is. A film – sikerei ellenére – mindig is vita tárgya volt a kritikusok között. Egyesek szerint ugyanis több olyan szereplőt és jelenetet is kihúzott, amelyek nélkül nehezen érthető a cselekmény, mások szerint viszont Olivier egy igazi klasszikust rendezett.
A Shakespeare-ről több könyvet is publikáló Grigorij Kozincev 1964-es fekete-fehér filmje Borisz Paszternak fordítása alapján készült, Sosztakovics kísérőzenéjével. Hamlet szerepét Szmoktunovszkij alakította. A változat sokak szerint a Hamlet egyik legjobb feldolgozása.

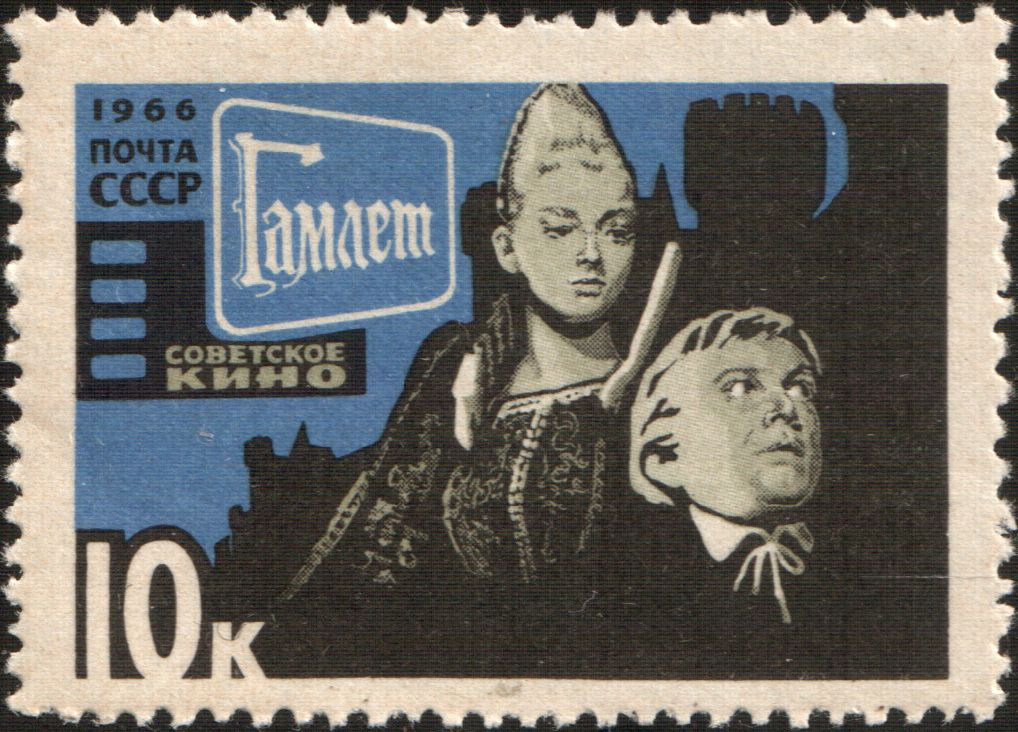
Szmoktunovszkij Hamletja postabélyegen

2000-ben Michael Almereyda Hamletje a napjaink Manhattanjében játszódik, főszerepben Ethan Hawke mint Hamlet, a színihallgató, Claudius pedig, akit Kyle MacLachlan formál meg, a Dánia Vállalat vezérigazgatója, aki úgy vette át a cég vezetését, hogy megölte fivérét.
- Más jelentős filmrendezőktől:
  - Tony Richardson, 1969
  - Franco Zeffirelli, 1990
  - Kenneth Branagh, 1996
  - Hamlet. YouTube Kovásznai György animációs filmje

## Hamlet-operák

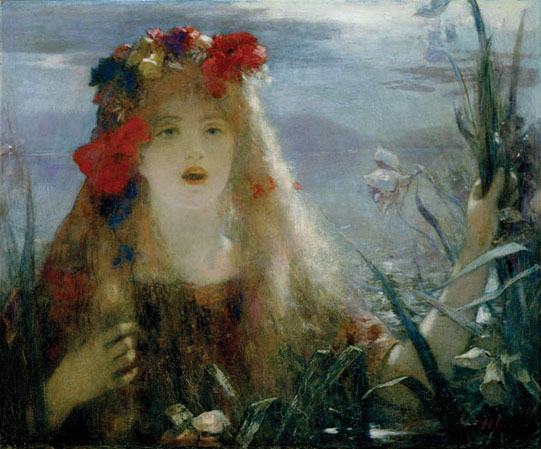
Dame Nellie Melba Thomas Hamletjének Opheliájaként

- Giuseppe Saverio Raffaele Mercadante: Hamlet (Amleto) – bemutató: Milánó, 1822. december 26.[6]
- Ambroise Thomas: Hamlet – bemutató: Párizs, 1868. március 9.
- Humphrey Searle: Hamlet – bemutató: Hamburg, 1968. március 5.[7]
- Szokolay Sándor: Hamlet – bemutató: Budapest, 1968. október 19.
- Hermann Reutter: Hamlet – bemutató: Stuttgart, 1980. december 6.[8]

## Hamlet a televízióban
A televíziózás térnyerésével természetesen a Shakespeare-darab nemcsak a mozivásznon elevenedett meg, számos televíziós produkció is készült a dán királyfi történetéről. Ezen produkciók egy része játékfilm, de van köztük rögzített színházi előadás is. Ez utóbbi kiváltképp fontos a brit televíziózás és színház szempontjából, ugyanis azon színészek számára, akik mind színpadon, mind képernyőn dolgoznak, a létező egyik legnagyobb elismerés eljátszani a dán királyfi szerepét a Royal Shakespeare Company társulatával. Ilyen színésznek mondhatja el magát például Derek Jacobi (1980; Royal Shakespeare Company, BBC), Kevin Kline (1990), Campbell Scott (2000) and David Tennant (2009; Royal Shakespeare Company, BBC)
A magyar televízióban is több Hamlet-adaptáció készült. A legismertebbek közé tartozik -- a később még említendő -- 1967-es animációs film. Nevezetes még az 1984-es Hamlet-tévéfilm, amelyet Esztergályos Károly rendezett és Gálffi László játszotta Hamletet. Érdekesség, hogy a filmben a Gálffinál mindössze öt évvel idősebb Lukács Sándor alakította Claudiust, Dánia királyát és a szereposztása amúgy is parádésra sikerült.

## A feldolgozott Hamlet
A Hamletnek azonban vannak olyan feldolgozásai is, melyek esetében az eredeti műtől merőben eltér az adott mű cselekménye, narratívája, ellenben a karaktereket, illetve a darab egyéb elemeit használja az így készített új alkotás. A legismertebb ilyen feldolgozás minden bizonnyal Tom Stoppard Rosencrantz és Guildenstern halott című abszurd darabja, melyet 1966-ban írt a szerző. Minthogy Stoppard a későbbiekben a filmiparban is sikeres lett, a darabot 1990-ben megfilmesítette Tim Roth (Guildenstern) és Gary Oldman (Rosencrantz) főszereplésével. Stoppard feldolgozásában az eredeti történetet Hamlet két jóbarátjának szemszögéből követhetjük. A feldolgozás alapvető tézise, hogy a történetet mindenki ismeri, a szereplők pedig nem menekülhetnek végzetük elől, így mutatva be az ember tehetetlenségét és a sors kiszolgáltatottságát.
W. S. Gilbert angol színpadi drámaíró Rosencrantz és Guildenstern című 1874-es színdarabja szintén e két szereplő sorsára fókuszál, ám ebben az esetben a mű hangvétele komikus, és sokkal inkább Ophelia szerelmének elnyerésére koncentrál, mint az eredeti konfliktusra. Lee Blessing Fortinbras című drámája szintén vígjáték, a cselekménye pedig az eredeti mű egyfajta fiktív epilógusa, melyben az elhalálozott szereplők szellemként térnek vissza.
Caridad Svich amerikai drámaíró Ophelia karakterét vizsgálta saját zenés darabjában, a Tizenkét Opheliában. A mű kezdetén Ophelia feltámad egy medencében – az első előadást egy brooklyni uszodában tartották –, így ez a darab is az eredeti Hamlet epilógusaként működik. Heiner Müller Hamletgép című feldolgozása mára a posztmodern művészet egyik klasszikusa. A darab lazán kezeli az eredeti cselekményt, a hangsúlyt sokkal inkább a karakterek interakcióira és a párbeszédekre helyezi.
John Updike Gertrud és Claudius című regénye a Hamlet előzményeit, Gertrúd és Claudius szerelmének kibontakozását rajzolja meg, nála a királyfi csak mellékszereplő.
Magyar érdekeltségű feldolgozásról is beszélhetünk, hiszen 1967-ben Kovásznai György képzőművész elkészítette a saját Hamlet-filmjét. Az egyes jelenetekben Kovásznai egy-egy festményét az eredeti mű szövegrészleteivel (Arany János fordításában) narrálta. A film Szörényi Levente zenéjével készült, és a Pannónia Filmstúdióban. Megemlítendő Bereményi Géza Halmi vagy a tékozló fiú c. színműve is.

## Hamlet-videójáték
A Hamlet témáját feldolgozó videójáték a Hamlet or The Last Game Without MMORPG Features, Shaders and Product Placement (Hamlet, avagy az utolsó játék MMORPG-vonások, Shaders grafikus motor és termékelhelyezés nélkül). Az indie játék cselekménye szerint egy tudós visszautazik egy fiktív múltba, ahol találkozik a Hamlet szereplőivel, és minden tőle telhetőt megtesz azért, hogy megmentse Opheliát. A játékmenet hasonlít egy hagyományos kalandjátékhoz, vannak benne rejtvények, boss-fight (harc a főellenséggel). A játékoson múlik a történet végkimenetele, és amennyiben sikerrel jár, sokkal kevesebb karakter hal meg, mint az eredeti darabban, ezzel igazítva a történetet a Hollywoodhoz szokott közönséghez.